# Dopamin-Wiederaufnahmehemmer
Dopamin-Wiederaufnahmehemmer (DRI, DARI für Dopamine Reuptake Inhibitors) sind Arzneistoffe, die durch die Blockierung des Dopamin-Transporter die präsynaptische Aufnahme des Botenstoffs Dopamin hemmen und so die extrazelluläre Konzentration erhöhen. DARI finden ihre Verwendung als Stimulantia und Antidepressiva zur Behandlung von Depressionen, Aufmerksamkeitsstörungen und Adipositas.
Medikamente, die nur als DARI wirken, sind vergleichsweise selten auf den Markt gekommen. Viel häufiger blockieren entsprechende Medikamente gleichzeitig auch die Wiederaufnahme von Noradrenalin und werden entsprechend als selektive Noradrenalin-/Dopamin-Wiederaufnahme-Hemmer (SNDRI) bezeichnet, z. B. Nomifensin. Daneben werden auch dreifach wirksame Wiederaufnahmehemmer entwickelt, die zusätzlich die Aufnahme von Serotonin blockieren.
Zink ist ein natürlicher Dopamin-Wiederaufnahmehemmer mit hoher selektiver Bindung an den Dopamin-Transporter.

## Wirkstoffe
- Difluoropin
- Medifoxamin (1999 vom Markt genommen)
- Mesocarb
- Nomifensin (seit 1986 nicht mehr zugelassen (DE), Handelsnamen: Alival, Merital, Psyton)
- Vanoxerin (in der Entwicklungsphase)